# Vilvoorde Atletiek Club
Koninklijke Vilvoorde Atletiek Club (VAC) is een atletiekclub in Vilvoorde, gesticht in 1946 en aangesloten bij de VAL. Er wordt getraind in het stadion Drie Fonteinen, dat tevens het thuisstadion is voor de voetbalclub Vilvoorde FC. De clubkleuren zijn groen en wit.
V.A.C is Belgisch recordhouder 4 × 100 m voor clubs met 45,48 s (gelopen op 6 mei 2001 door het kwartet Elodie Ouedraogo, Lesley Poelmans, Annelies Leroi en Kim Gevaert).

## Bekende atleten
- Sara Aerts
- Atelaw Bekele
- Jolien Boumkwo
- Paulien Couckuyt
- Nathalie De Vos
- Nils Duerinck
- Marie-Paule Geldhof
- Kim Gevaert
- Djeke Mambo
- Philip Milanov
- Cedric Nolf
- Élodie Ouédraogo
- Agnes Pardaens
- Kevin Rans
- Patrick Stevens
- Stijn Stroobants
- Hans Van Alphen
- Kristof Van Malderen
- Dirk Vanderherten
- Noor Vidts

## Palmares op de interclub
V.A.C. was enkele jaren succesvol in de interclub kampioenschappen. En werd kampioen in de hoogste afdeling, zowel bij de vrouwen als de mannen.
| geslacht | jaar             |
| -------- | ---------------- |
| Vrouwen  | 2006, 2007, 2010 |
| Mannen   | 2005, 2006       |